# Бербоаса
Бербоаса (рум. Bărboasa) — село у повіті Бакеу в Румунії. Входить до складу комуни Ончешть.
Село розташоване на відстані 242 км на північ від Бухареста, 26 км на південний схід від Бакеу, 81 км на південь від Ясс, 131 км на північний захід від Галаца.

## Населення
За даними перепису населення 2002 року у селі проживали 204 особи, усі — румуни. Усі жителі села рідною мовою назвали румунську.